# リディア・マノン
リディア・マノン（Lydia Manon、1982年9月16日 - ）は、アメリカ出身の女性フィギュアスケートアイスダンス選手。パートナーはライアン・オメラなど。

## 経歴
- 8歳のころにスケートを始め、13歳のときにアイスダンス競技へ転向。
- ジュニア時代からさまざまなパートナーと組むが、2003年よりライアン・オメラとカップルを結成。
- 2004年ネーベルホルン杯で優勝、翌2005年の全米フィギュアスケート選手権で3位となる。
- 2005年四大陸フィギュアスケート選手権で3位。直後にライアン・オメラとカップルを解消。その後、ブランドン・フォーサイスとカップルを組むがのちに解散。現在はフィギュアスケートコーチ兼振付師として活動を続けている。

## 主な戦績
- 戦績はライアン・オメラと組んで以降。

| 大会/年          | 2003-04 | 2004-05 |
| ---------------- | ------- | ------- |
| 四大陸選手権     |         | 3       |
| 全米選手権       | 6       | 3       |
| ネーベルホルン杯 | 6       | 1       |

### 詳細
| 2004-2005 シーズン |                                                |         |         |         |          |
| 開催日             | 大会名                                         | CD      | OD      | FD      | 結果     |
| 2005年2月14日-20日 | 2005年四大陸フィギュアスケート選手権（江陵市） | 4 32.50 | 3 53.75 | 3 85.40 | 3 171.65 |
| 2004年9月2日-5日   | ネーベルホルン杯（オベルシュトドルフ）         | 2 31.88 | 1 50.77 | 1 90.91 | 1 173.56 |

| 2003-2004 シーズン |                                        |         |         |         |          |
| 開催日             | 大会名                                 | CD      | OD      | FD      | 結果     |
| 2003年9月3日-6日   | ネーベルホルン杯（オベルシュトドルフ） | 4 29.22 | 5 41.84 | 5 79.66 | 6 150.72 |